# Динаміт (фільм, 1929)
«Динаміт» (англ. Dynamite) — американська драма режисера Сесіля Б. ДеМілля 1929 року.

## Сюжет
Заможна Синтія закохана в небагатого Роджера, який одружений з Марсією. Вона, у свою чергу, готова поступитися ним в користь Синтії і дати згоду на розлучення через певні дивіденди. Але багатство самої Синтії під загрозою, оскільки за договором з трастом вона позбавляється всього, якщо не одружиться до певного терміну — який вже близько. Зневірившись, вона приймає рішення розписатися з фіктивним чоловіком, Хегоном Дерком, засудженим до страти. Однак вирок, в останній момент, відміняють — знайшовся справжній винуватець злочину, так що Синтія, замість статусу багатої вдови, отримує статус новоствореного подружжя…

## У ролях
- Конрад Нейджел — Роджер Тоун
- Кей Джонсон — Синтія
- Чарльз Бікфорд — Гаґон Дерк
- Джулія Фей — Марсія Тоун
- Джоел МакКрі — Марко — її бойфренд
- Мюріель МакКормак — Кеті Дерк
- Роберт Едісон — мудрий дурень
- Вільям Голден — мудрий дурень
- Генрі Стокбрідж — мудрий дурень
- Леслі Фентон — молодий «Стерв'ятник»
- Бартон Гепберн — молодий «Стерв'ятник»
- Ернест Гілліард — товариш
- Роберт Т. Гайнс — суддя
- Дуглас Скотт — Боббі
- Фред Волтон — лікар